# Scopelogena
Scopelogena é um género botânico pertencente à família Aizoaceae.
1. ↑  «Scopelogena». www.worldfloraonline.org. Consultado em 5 de julho de 2022